# Granulazione (oreficeria)
Nell'oreficeria, la granulazione è una tecnica decorativa consistente nella saldatura di piccole sfere auree, denominate grani, a un sottofondo, in genere lamina, secondo un disegno prestabilito. Quando i grani raggiungono proporzioni microscopiche – nell'ordine di 0,1 mm di diametro – si attribuisce a questa stessa tecnica il nome di “pulviscolo”.
Si tratta di una delle più complesse e affascinanti tecniche dell'arte orafa, e al tempo stesso anche una delle più discusse. Disparate e contrastanti sono infatti le opinioni diffuse in merito ai metodi di applicazione, e le varie ipotesi finora formulate non hanno ancora fornito, in fase di sperimentazione, risultati concreti attendibili.

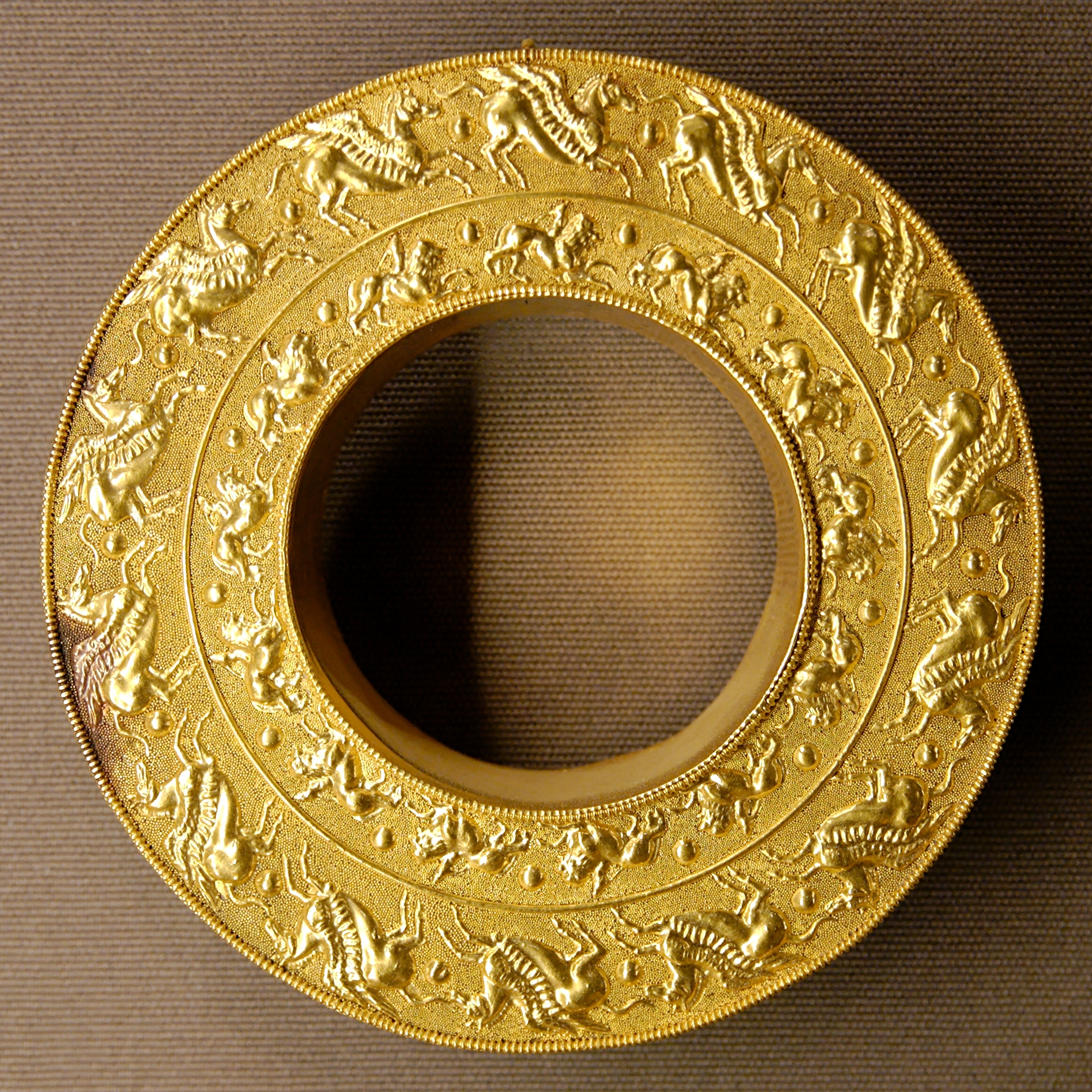
Gioiello con elementi della mitologia greca, la Chimera e il Pegaso, realizzato con la tecnica della granulazione proveniente dall'Italia meridionale (400-300 a.C.)

## Storia della granulazione

### I primi esempi di granulazione

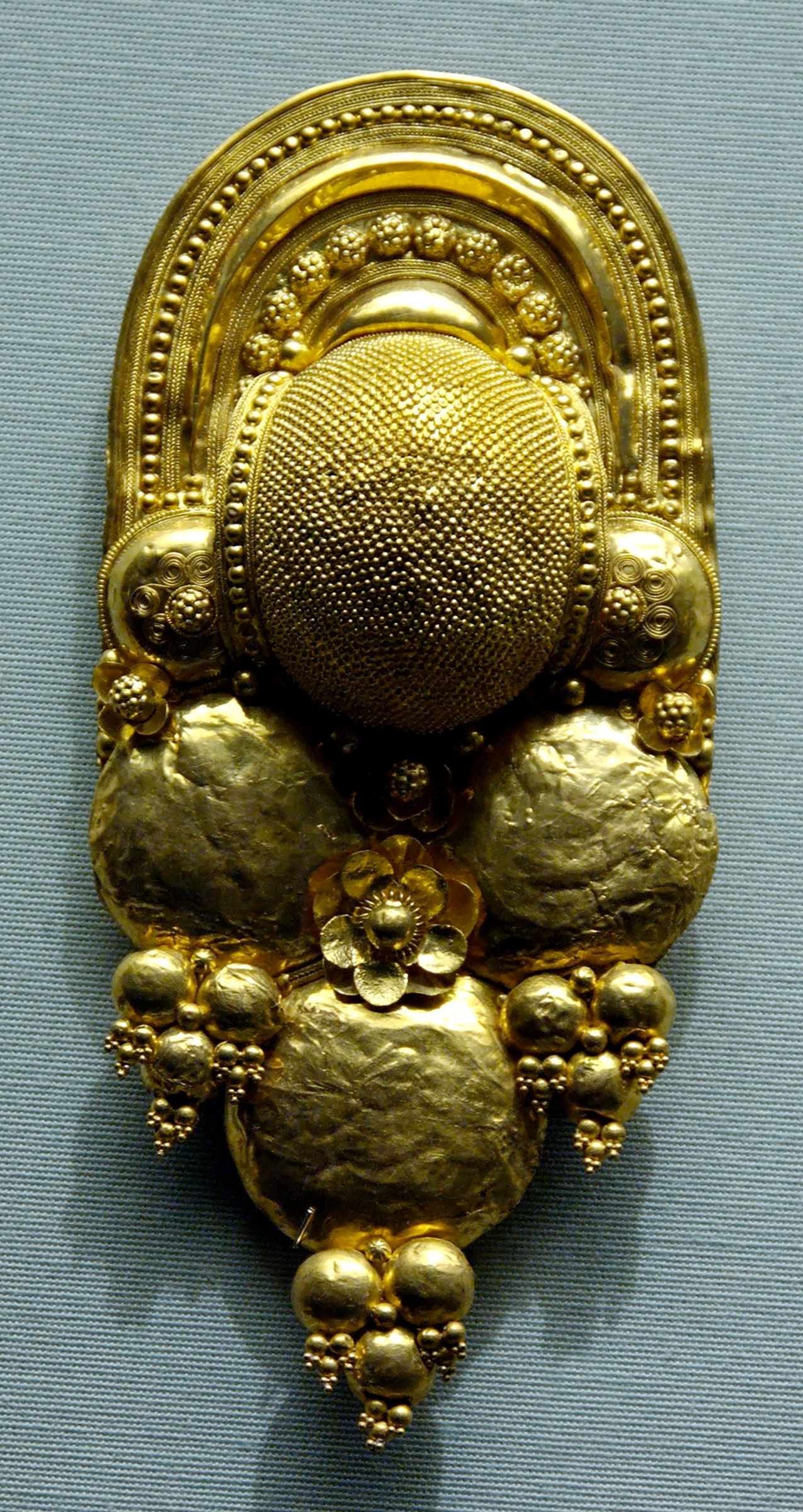
Orecchino di manifattura etrusca decorato per granulazione (400–300 a.C.)

I primi esempi decorati a granulazione, a oggi conosciuti, provengono dalle tombe reali di Ur in Mesopotamia e risalgono al 2500 a.C. Successivamente la tecnica si diffuse nelle regioni vicine dell'Asia Minore della Siria e della Palestina, e quindi, in Egitto, a Cipro e nell'area Egeo-greca. Si trovano altre attestazioni di gioielli granulati negli scavi di Schliemann a Troia (2350-2100 a.C.) e, in periodi più recenti, a Dahshur in Egitto (tombe delle principesse Mereret e Khnumit, XII dinastia, 1991-1778 a.C.) e in area minoica (necropoli di Cnosso e Malia, circa 1700 a.C.). Anche l'oreficeria fenicio-punica fa uso considerevole della granulazione.

### La granulazione del mondo greco
Nell'isola di Creta, grazie all'arrivo di artigiani metallurgici dalla Fenicia e dalla Siria, oltre alla granulazione vengono introdotte anche le tecniche della filigrana e dell'intarsio. L'oreficeria cretese per lungo tempo primeggerà nel Mar Egeo, in competizione con le polis di Atene e Corinto. La tecnica della granulazione è attestata anche tra i Micenei (III tomba del circolo interno di Micene del XVI sec. a. C., o esempi da Pylos databili intorno al XIV sec. a. C.), e anche a Cipro nel tardo periodo miceneo.
Con il declino della cultura micenea la granulazione sembra scomparire quasi totalmente per alcuni secoli. Tornerà in uso nel corso del IX secolo a.C. durante il periodo delle colonizzazioni greche del Mar Mediterraneo occidentale. Nella Grecia continentale ci sono esempi già nell'oreficeria geometrica attica dell'VIII sec. a C., in particolare sui pendagli di collane, ma la granulazione in Grecia troverà maggiore diffusione a partire dal VII sec. a.C. nell'oreficeria del periodo orientalizzante.

### Diffusione della granulazione durante l'orientalizzante
Sul finire dell'VIII secolo a.C. con l'avvio del periodo orientalizzante, sia grazie al ruolo dei Greci che fanno da tramite con l'Oriente che attraverso il ruolo dei Fenici che fondano colonie in Sicilia, Sardegna e Spagna, la tecnica della granulazione comincia a manifestarsi progressivamente in tutta l'area mediterranea.
E proprio a maestranze fenicie, o comunque orientali, si deve l'introduzione in Italia, e in Etruria nell'ultima fase del villanoviano, di nuove tecniche nella lavorazione dei metalli nobili e dell'oro. Ed è in Etruria, proprio durante la fase orientalizzante, che sono raggiunte alcune delle vette più alte della granulazione, fino alle sue estreme possibilità quanto a finezza dei grani e a complessità dei motivi decorativi (es. Cerveteri, tomba Regolini-Galassi, Musei Vaticani). È ancora grazie a loro che, nel VII secolo a.C., nasce la cosiddetta tecnica a “silhouette”: i gioielli vengono decorati mediante una fitta campitura di grani a pulviscolo. Si tratta del periodo in cui l'applicazione della granulazione raggiunge il massimo livello di raffinatezza (es. Vetulonia, tomba del Littore, Museo Archeologico di Firenze). Nei secoli successivi, svolgerà un ruolo sempre meno importante e con il cambiamento delle mode la tecnica della granulazione subirà una progressiva decadenza, fino alla sua completa scomparsa.

### Il risveglio dell'interesse
L'interesse dei moderni verso questa sofisticata tecnica orafa risale tra la fine del Settecento e l'inizio dell'Ottocento, in seguito agli scavi nell'Italia meridionale di Pompei ed Ercolano, che riportano alla luce magnifici pezzi di gioielleria. Proprio per rispondere alla crescente richiesta, gli orafi del tempo cominciano a realizzare monili che riecheggiano gusto e tecniche antiche. Tra i più famosi spiccano gli artigiani della bottega Castellani. Pur raggiungendo risultati impressionanti, Alessandro Castellani ammette, in più di una circostanza, che gli antichi possedevano uno speciale processo chimico per fissare i granelli piccoli, ancora per lui sconosciuto. Bisogna attendere il 1934, per compiere un passo avanti nella storia della granulazione. Sarà l'inglese Henry Littledale a brevettare un processo di brasatura (ovvero un particolare tipo di saldatura) con un composto di rame, che aveva qualche affinità con gli antichi metodi.
Ai giorni nostri tra gli artisti che si sono distinti per l'utilizzo di questa tecnica bisogna ricordare la tedesca Elisabeth Treskow (Bochum, 20 agosto 1898 – Brühl, 6 ottobre 1992), l'americano John Paul Miller (Huntington, 23 aprile 1918) e gli italiani Andrea Cagnetti - Akelo (Corchiano, 16 marzo 1967), Ulderico Giuseppe Pettorossi - Oro degli etruschi (Torgiano, Perugia 17 agosto 1970).